# Spirit 08 Football Club
Spirit 08 Football Club é um clube de futebol de Vanuatu. Disputa atualmente a TVL Premier League, divisão superior do futebol nacional. Foi fundado como Sumat Football Club, e mudou de nome para o atual em 2008.

## História
Seu primeiro registro de participação no futebol vanuatuense foi em 2003, pela terceira divisão nacional. Terminou o campeonato na terceira posição, não conseguindo ser promovido. Só consegue o objetivo em 2006 e consegue permanecer, pois reaparece em 2007. Nesse ano, o clube consegue uma campanha mediana, com 6 vitórias, 4 empates e 4 derrotas nos jogos que jogou e fica na 4ª posição entre 8 equipes. Em 2009, vence o campeonato. Em 2009, a equipe consegue uma campanha surpreendente na primeira divisão, ficando atrás apenas dos dois grandes Amicale e Tafea na classificação geral. Manteve o ritmo no ano seguinte, ficando no 4º lugar geral. Na temporada 2011–12, não foi tão bem quanto nas temporadas anteriores, ficando na sexta posição e não conseguindo a qualificação para o torneio que classificava o campeão à Liga dos Campeões da OFC. Em 2012–13, se recuperaram medianamente, voltando à quarta posição, contudo com uma campanha de seis vitórias , um empate e sete derrotas; mas devido a mudanças no regulamento, não se qualificou para o torneio classificatório. No ano seguinte, mantiveram-se na quarta posição - entretanto, outras mudanças no regulamento possibilitaram a qualificação da equipe ao torneio classificatório (nesse ano, o torneio era diferente dos anos anteriores, pois contava com a participação de equipes regionais). Acabou sendo parado nas quartas de final pelo Amicale, numa derrota por 3 a 0 em casa.

## Títulos
- Fes Divisen: 2008–09